# أنيسة لطفي
أنيسة لطفي ممثلة تونسية شاركت في العديد من المسلسلات التونسية، ولها العديد من الأعمال المسرحية.

## المسلسلات التلفزية
- صيد الريم[1]
- تاج الحاضرة

## الأفلام
- مختار